# Клаудио Браво
Клаудио Андрес Браво Муњоз (шп. Claudio Andrés Bravo Muñoz; 13. април 1983) бивши је чилеански фудбалер који је играо на позицији голмана.
Почео је да игра фудбал у Коло Колу, одакле је 2006. прешао у Реал Сосиједад, за који је наступао на 237 званичних утакмица. 2014. прелази у Барселону за 12 милиона евра, и тако већ у првој сезони осваја триплету. У лето 2016. прелази у Манчестер сити.
Браво дели прво место на листи играча са највише наступа у репрезентацији Чилеа са Алексисом Санчезом, обојица имају преко 115 наступа. Од свог дебија 2004. представљао је репрезентацију на два Светска првенства, једном Купу Конфедерација и пет Копа Америка. Био је капитен тима који је освојио Копа Америка 2015. и 2016.

## Трофеји

### Клупски
Коло Коло
- Првенство Чилеа (1): 2006. (Апертура)

Реал Сосиједад
- Друга лига Шпаније (1): 2009/10.

Барселона
- Првенство Шпаније (2) : 2014/15, 2015/16.
- Куп Шпаније (2) : 2014/15, 2015/16.
- Суперкуп Шпаније (1) : 2016.
- Лига шампиона (1) : 2014/15.
- УЕФА суперкуп (1) : 2015.
- Светско клупско првенство (1) : 2015.

Манчестер Сити
- Премијер лига (2) : 2017/18, 2018/19.
- Лига куп Енглеске (1) : 2017/18.
- ФА Комјунити шилд (2) : 2018, 2019.

Реал Бетис
- Куп Шпаније (1) : 2021/22.

### Репрезентативни
Чиле
- Амерички куп (2): 2015, 2016.